# Haus Hammerstein (Wuppertal)

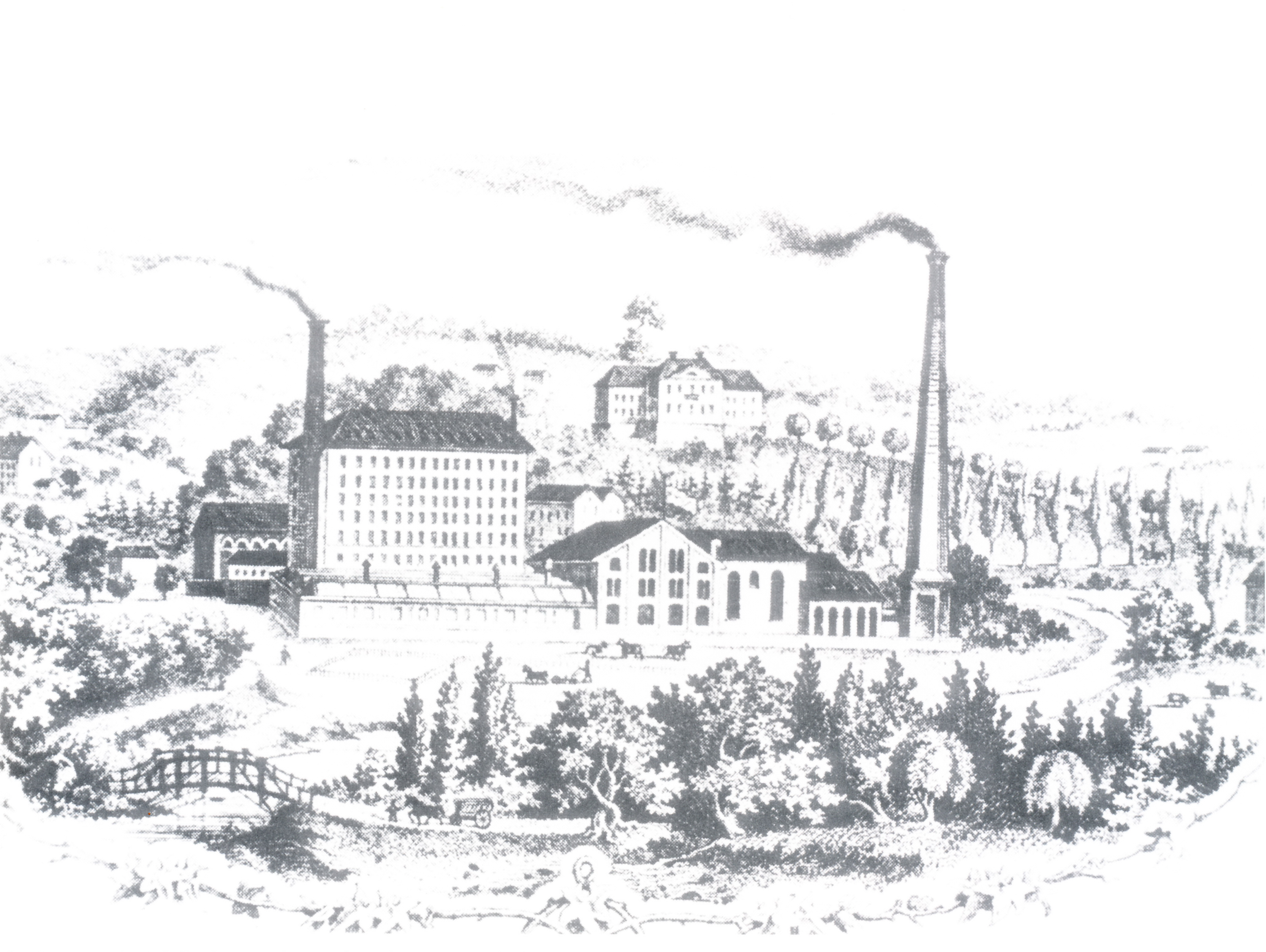
Haus Hammerstein um 1850 (im Hintergrund, auf der Anhöhe)

Haus Hammerstein ist ein erhaltenes historisches Herrenhaus im Wuppertaler Stadtbezirk Vohwinkel (NRW).

## Geschichte

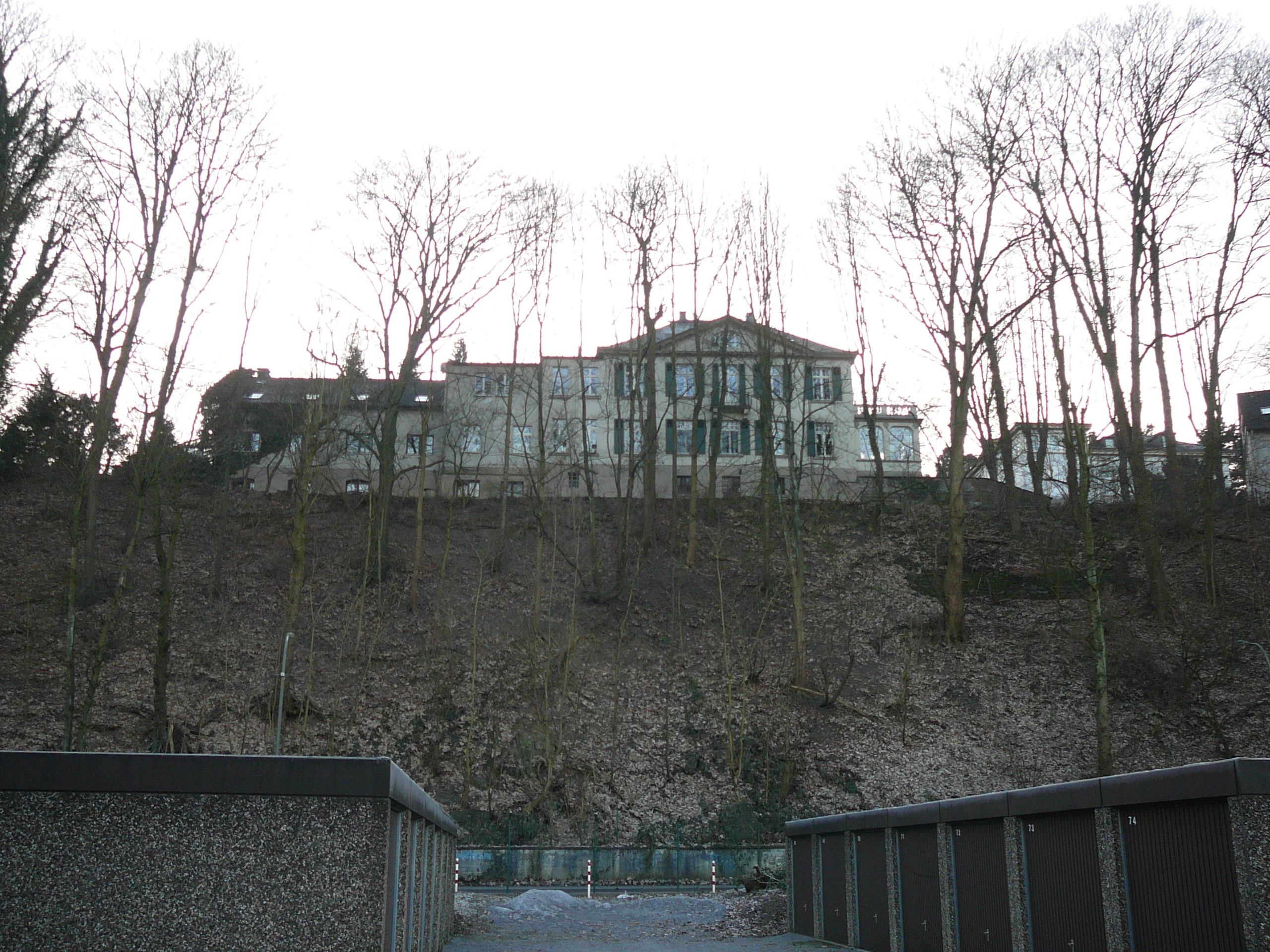
Haus Hammerstein 2008 (von der Buchenhofener Straße)

1825 erwarb der aus Unterbarmen stammende Kaufmann Johann Christian Jung das Rittergut Hammerstein mit seinen umfangreichen Liegenschaften inklusive einer Mühle am Sonnborner Wupperbogen. Der Kauf beinhaltete die Gerechtsame auf Fischerei und Jagd. Demgegenüber wird in der Beschreibung des Denkmalamtes das Jahr 1833 angegeben, denn: von 1811-1833 war das Gut Hammerstein in Besitz des ehemaligen Pächters Reiffen.
Kurze Zeit darauf ließ der neue Eigentümer auf der Anhöhe des Sonnenbergs eine Villa errichten. Ein Grundstein mit einer Jahreszahl im Mittelgang des Kellergeschosses ist auf 1826 datiert. Als Baumeister wird Daniel Braches angenommen. Vom Düsseldorfer Hofgärtner Maximilian Friedrich Weyhe stammt der Landschaftspark im englischen Stil, der 1828 angelegt wurde. Innerhalb des Parks entstand 1835 bis 1837 an der Wupper das sechsgeschossige Fabrikgebäude der Weberei und Baumwollspinnerei Hammerstein.
Auf einer Vohwinkeler Karte des Adressbuches für den Landkreis Mettmann aus dem Jahr 1895 ist das Areal als „Schloss Hammerstein“ beschriftet und mit einem anschließenden Park zur westlichen Seite eingezeichnet. Zur östlichen Seite befand sich zu dieser Zeit die „Tuchfabrik von Herminghaus und Co.“. Nach einem Eigentümerwechsel 1883 wurde das Haus als Sommerlokal mit einem Saal und weiteren Gesellschaftsräumen genutzt, während das benachbarte Haus Hammersteiner Allee 40, auch Villa Hammerstein genannt und nicht mit Haus Hammerstein zu verwechseln, vom Eigentümer der Homann-Werke bewohnt wurde.
Das Gebäudeensemble, bestehend aus den beiden Gebäuden Hammersteiner Allee 51 und 53 sowie dem Wirtschaftsgebäude Hammersteiner Allee 55, wurde am 2. Oktober 1987 als Baudenkmal anerkannt. Es handelt sich dabei allerdings um einen Neubau von 1907, der den Bau von 1833 ersetzte.

## Heutige Nutzung
Haus Hammerstein ist heute privates Wohnhaus.

## Bilder

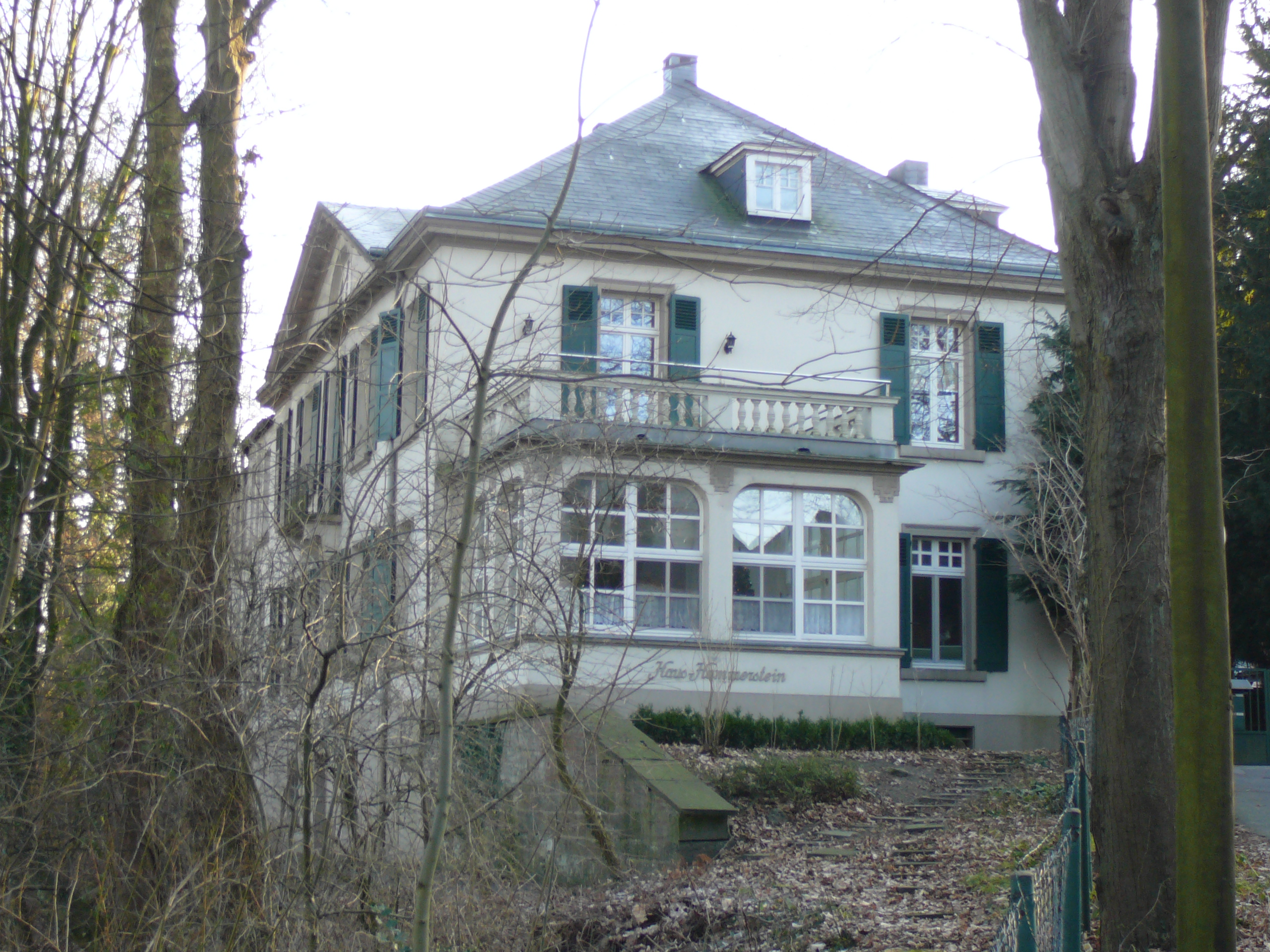
Haus Hammerstein 2008 (von der Hammersteiner Allee)
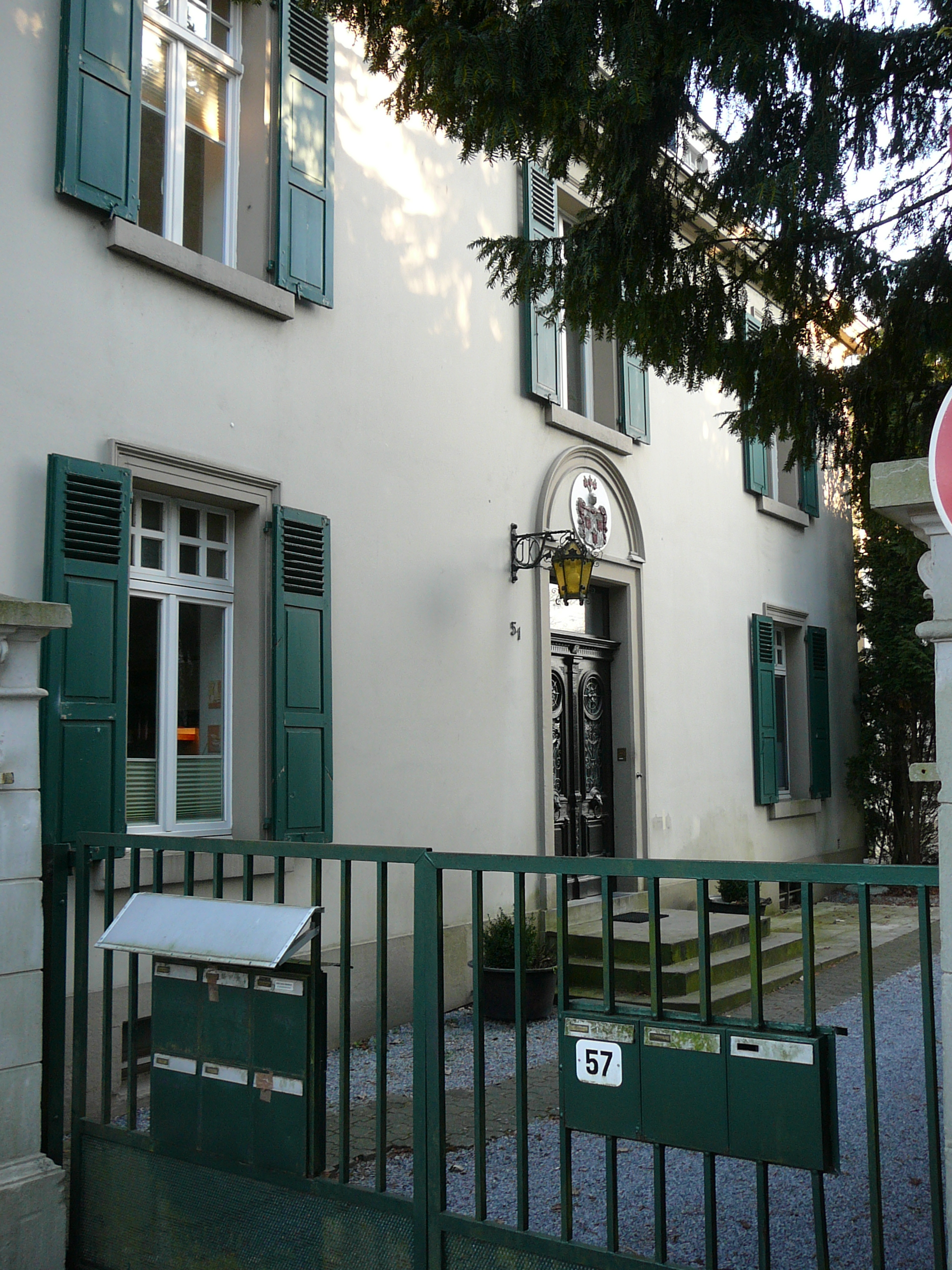
Der Eingang von Haus Hammerstein
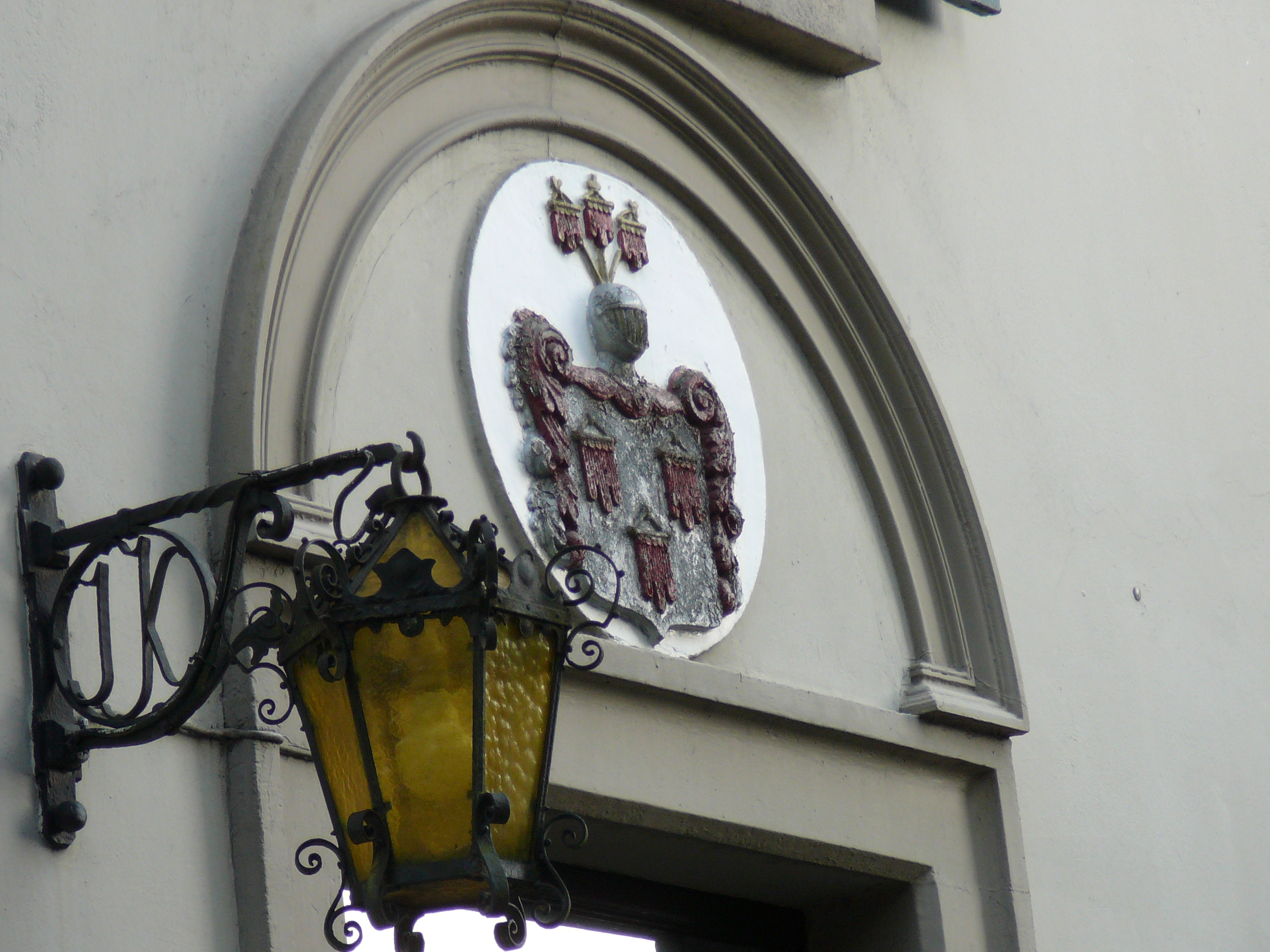
Detail über dem Eingang